# Trekplaat

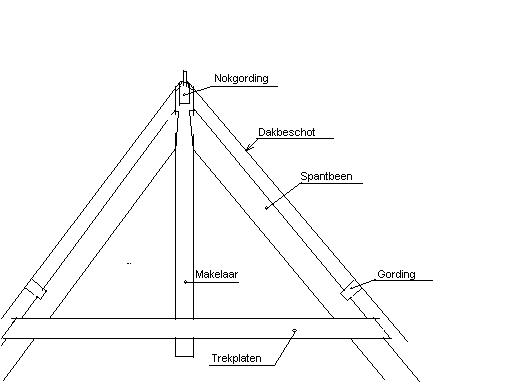
Hollands spant

Een trekplaat is een horizontale balk die bij een dakconstructie met spanten een verbinding vormt tussen de beide spantbenen of een eventuele makelaar in de dakstoel nabij de nok. Trekplaten worden bij het Hollandse spant gebruikt. De trekplaat wordt samen met het sporenpaar waaraan het is bevestigd ook wel het gespan genoemd. De functie van een dergelijke plaat is om de spatkrachten van de spantbenen op te vangen, zodat die niet gaan doorbuigen. Het is een balk die trekt in plaats van duwt. 
Het verschil tussen een trekplaat en een trekbalk is dat een trekbalk over het algemeen aan de basis van een gebint, kapconstructie of gewelf wordt gelegd en een trekplaat hoger in het dak. Horizontale balken, dat kunnen trekplaten of trekbalken zijn, die zich niet op vloerniveau bevinden worden hanebalk, hanenbalk of haanhout genoemd doordat er vroeger vaak hanen en kippen op gingen zitten. Die naam werd in het Middelnederlands ontleend aan het Deense hanebjelke.

## Websites
- Joost de Vree. Hanenbalk, haanhout.
- Joost de Vree. Trekplaat, trekbalk.